# Det Muratoriske Fragment
Det Muratoriske Fragment eller Canon Muratori er et (ukomplet) middelalderhåndskrift fra det 7.-8. århundrede) der indeholder en kommenteret samling af de kendte og anerkendte skrifter i oldkirken.
Skriftet er opkaldt efter opdageren og udgiveren, den italienske bibliotekar og historiker Lodovico Antonio Muratori, 1672-1750. Skriftet blev udgivet i 1740. Fragmentet er på 85 linjer og udgør to sider i et større codex på i alt 76 sider. Skriftet, som er skrevet på et meget dårligt latin, er formentligt[kilde mangler] et afskrift af et ældre græsk manuskript.
Fragmentet giver et vigtigt indblik ind hvilke skrifter der i oldkirken blev anset som kanoniske. I forhold til de nu kanoniske skrifter indeholdt denne samling ikke Hebræerbrevet, Jakobs Brev, Første Petersbrev og Andet Petersbrev. Desuden omtales en række skrifter, som ikke kom til at indgå i den officielle kanon, såsom Salomons Visdom, Peters Åbenbaring og Hermas' Hyrden. Skriftfragmentet har spillet en enorm rolle i bibelforskningen[kilde mangler], og blev i lang tid betragtet som det ældste kanonhistoriske dokument, vi er i besiddelse af. [kilde mangler]
I de senere år er der imidlertid blevet sat spørgsmålstegn ved Muratoris fragmentets alder.[kilde mangler] Første gang af A.C Sundberg i en skelsættende[kilde mangler] afhandling fra 1973, hvori han argumenterede for at Muratoris fragmentet ikke var fra det 2. århundrede, som man traditionelt havde ment, men derimod fra det 4. århundrede. Desuden forsøgte han at påvise at fragmentet ikke stammede fra vestkirken, men fra østkirken. Der er imidlertid stadig ingen konsensus i forskningen.[kilde mangler]

## Indhold af Det Muratoriske Fragment
- Matthæusevangeliet (Matt)
- Markusevangeliet (Mark)
- Lukasevangeliet (Luk)
- Johannesevangeliet (Joh)
- Apostlenes Gerninger (ApG)
- Paulus' Brev til Romerne (Rom)
- Paulus' Første Brev til Korintherne (1 Kor)
- Paulus' Andet Brev til Korintherne (2 Kor)
- Paulus' Brev til Galaterne (Gal)
- Paulus' Brev til Efeserne (Ef)
- Paulus' Brev til Filipperne (Fil)
- Paulus' Brev til Kolossenserne (Kol)
- Paulus' Første Brev til Thessalonikerne (1 Thess)
- Paulus' Andet Brev til Thessalonikerne (2 Thess)
- Paulus' Første Brev til Timotheus (1 Tim)
- Paulus' Andet Brev til Timotheus (2 Tim)
- Paulus' Brev til Titus (Tit)
- Paulus' Brev til Filemon (Filem)
- Johannes' Første Brev (1 Joh)
- Johannes' Andet Brev (2 Joh)
- Johannes' Tredje Brev (3 Joh)
- Judas' Brev (Jud)
- Johannes' Åbenbaring (Åb)